# Samantha Zandomenichi
Samantha Zandomenichi (25 dicembre 1993) è una calciatrice italiana, attaccante del Venezia Calcio 1985.

## Carriera

### Club
Samantha Zandomenichi cresce calcisticamente nel Barcon, società calcistica con sede nell'omonima frazione del comune di Vedelago, con la quale nella stagione 2007-2008 disputa il Campionato Primavera regionale.
Inserita nella rosa della prima squadra durante la stagione di 2008-2009, riesce durante la sua prima stagione in Serie B, l'allora terzo livello del campionato italiano femminile di calcio a scendere in campo 12 volte su 26 partite e segnando 3 gol. Benché giunto quarto nel Girone B la società non riesce ad iscriversi nella Serie B e nella stagione successiva è costretta a ricominciare dalla Serie C.
Nell'estate 2011 trova un accordo con il Venezia 1984 che le offre l'opportunità di debuttare in Serie A. Con le veneziane affronta una difficile stagione che la vedrà riagguantare la massima serie con lo spareggio vinto sulla Lazio per l'ultimo posto valido a fine campionato. Tuttavia la società fallisce e lascia la giocatrice svincolata.
Riesce comunque a firmare con il Tavagnacco che stava cercando nuove atlete per rafforzare il reparto offensivo.
Con le friulane contribuisce a raggiungere il primo massimo risultato nella stagione di 2012-2013, conquistando il secondo posto dietro alla Torres ed aggiudicandosi così il diritto a partecipare alla UEFA Women's Champions League. La stagione è coronata anche dalla conquista della prima Coppa Italia (2012-2013), successo ottenuto anche l'anno successivo (2013-2014).
Fa il suo esordio internazionale il 9 ottobre 2013, incontrando le danesi del Fortuna Hjørring nella partita di andata valida per i sedicesimi di finale dalla stagione 2013-2014, incontro vinto dal Tavagnacco per 3 a 2.
Nell'estate 2014 decide di lasciare la società per trasferirsi al Graphistudio Pordenone. Con le neroverdi rimane la sola stagione 2014-2015, dove con una sola rete siglata su 15 presenze non riesce ad impedire la retrocessione della squadra.
Durante il calciomercato estivo 2015 trova un accordo con la neopromossa Permac Vittorio Veneto che le permette di rimanere a giocare in Serie A.
Dopo aver disputato la prima parte della stagione 2016-2017 con la maglia del San Zaccaria in Serie A, all'apertura della sessione invernale del campionato lascia le romagnole per trasferirsi all'Udinese in Serie B. Ha iniziato la stagione 2017-2018 tra le file dell'Imolese in Serie B, per poi trasferirsi al Marcon nel dicembre 2017.
Rimane con la società anche dopo l'affiliazione con il Venezia, ripartendo, causa la riforma del campionato, dalla nuova Serie C.

## Palmarès

### Club
- Coppa Italia: 2

Tavagnacco: 2012-2013, 2013-2014